# 曼努埃尔一世 (特拉比松帝国)
曼努埃爾一世·梅加斯·科穆寧（希臘語：Μανουήλ Α΄ Μέγας Κομνηνός，拉丁化：Manouēl I Megas Komnēnos，約1218年－1263年3月），是特拉比松帝國的君主（1238－1263年3月在位）。他是國王阿历克塞一世的次子。
1238年，其兄约翰一世在玩馬球時意外死亡後，曼努埃爾因此得以繼承皇位。在他在位期間的1253年1月時，首都特拉比松發生火災。1254年，他從魯姆蘇丹國的手中收復四十年前被攻陷的錫諾普。1263年，曼努埃爾病逝，其長子安德洛尼卡二世繼位。

## 延伸阅读
- Oxford Dictionary of Byzantium, Oxford University Press, 1991.